# Victoria's Secret Fashion Show 2012
El desfile de Victoria's Secret de 2012 se realizó en el 69th Regiment Armory en Nueva York, Estados Unidos, El show fue grabado el 7 de noviembre de 2012 y fue emitido el 4 de diciembre de ese mismo año en la cadena estadounidense CBS.
El show contó con las actuaciones musicales de Rihanna, Justin Bieber y Bruno Mars.
Entre las modelos partícipes del desfile se encontraron los actuales y retirados ángeles de Victoria's Secret; Adriana Lima, Alessandra Ambrosio, Miranda Kerr, Doutzen Kroes, Behati Prinsloo, Candice Swanepoel, Erin Heatherton, Lily Aldridge y Lindsay Ellingson. La encargada de llevar el Fantasy Bra fue la modelo Alessandra Ambrosio, que lució el Floral Fantasy Bra valorado en dos millones quinientos mil dólares.

## Segmentos del desfile

### Segmento 1: AntiGravity Pop Circus
| Artista       | Canción         | Notas |
| ------------- | --------------- | ----- |
| The Doors     | The Doors       | Remix |
| Misirlou      | Dick Dale       | Remix |
| Pendulum      | Slam            | Remix |
| Missy Elliott | Get Ur Freak On | Remix |
| Billy Idol    | Rebel Yell      | Remix |

| Nacionalidad   | Nombre              | Desfiles                        | Notas          |
| -------------- | ------------------- | ------------------------------- | -------------- |
| Brasil         | Adriana Lima        | 1999-2008, 2010-2018            | Ángel oficial  |
| Sudáfrica      | Candice Swanepoel   | 2007-2015, 2017-presente        | Ángel oficial  |
| Estados Unidos | Karlie Kloss        | 2011-2014, 2017                 | Ángel oficial  |
| Países Bajos   | Doutzen Kroes       | 2005-2006, 2008-2009, 2011-2014 | Ángel oficial  |
| Australia      | Miranda Kerr        | 2006-2009, 2011-2012            | Ángel oficial  |
| Alemania       | Toni Garrn          | 2011-2013, 2018                 |                |
| Estados Unidos | Erin Heatherton     | 2008-2013                       | Ángel oficial  |
| Brasil         | Izabel Goulart      | 2005-2016                       | Ex-ángel       |
| Brasil         | Barbara Fialho      | 2012-presente                   | Primer desfile |
| Brasil         | Alessandra Ambrosio | 2000-2017                       | Ángel oficial  |
| China          | Liu Wen             | 2009-2012, 2016-presente        |                |
| Puerto Rico    | Joan Smalls         | 2011-2016                       |                |

### Segmento 2: Dangerous Liaisons
| Artista | Canción  | Notas             |
| ------- | -------- | ----------------- |
| Rihanna | Diamonds | Actuación en vivo |

| Nacionalidad | Nombre               | Desfiles                         | Notas         |
| ------------ | -------------------- | -------------------------------- | ------------- |
| Namibia      | Behati Prinsloo      | 2007-2015. 2018-presente         | Ángel oficial |
| Reino Unido  | Lily Donaldson       | 2010-2016                        |               |
| Francia      | Constance Jablonski  | 2010-2015                        |               |
| Australia    | Miranda Kerr         | 2006-2009, 2011-2012             | Ángel oficial |
| Australia    | Shanina Shaik        | 2011-2012, 2014-2015, 2018       |               |
| Polonia      | Magdalena Frackowiak | 2010, 2012-2015                  |               |
| Brasil       | Isabeli Fontana      | 2003,2005, 2007-2010, 2012, 2014 |               |
| Países Bajos | Bregje Heinen        | 2011-2012, 2014                  |               |
| China        | Sui He               | 2011-presente                    |               |
| Países Bajos | Doutzen Kroes        | 2005-2006, 2008-2009, 2011-2014  | Ángel oficial |

### Segmento 3: Calendar Girls
| Artista    | Canción              | Notas             |
| ---------- | -------------------- | ----------------- |
| Bruno Mars | Locked Out of Heaven | Actuación en vivo |

| Nacionalidad   | Nombre            | Desfiles                 | Notas                                                                              |
| -------------- | ----------------- | ------------------------ | ---------------------------------------------------------------------------------- |
| Estados Unidos | Erin Heatherton   | 2008-2013                | Ángel oficial                                                                      |
| Sudáfrica      | Candice Swanepoel | 2007-2015, 2017-presente | Ángel oficial                                                                      |
| Estados Unidos | Hilary Rhoda      | 2012-2013                | Primer desfile                                                                     |
| Estados Unidos | Cameron Russell   | 2011-2012                |                                                                                    |
| Suecia         | Frida Gustavsson  | 2012                     | Primer desfile                                                                     |
| Estados Unidos | Lindsay Ellingson | 2007-2014                | Ángel oficial                                                                      |
| Estados Unidos | Lily Aldridge     | 2009-2017                | Ángel oficial                                                                      |
| Brasil         | Barbara Fialho    | 2012-presente            | Primer desfile                                                                     |
| Brasil         | Izabel Goulart    | 2005-2016                | Ex-ángel                                                                           |
| Namibia        | Behati Prinsloo   | 2007-2015, 2018-presente | Ángel oficial                                                                      |
| Estados Unidos | Karlie Kloss      | 2011-2014, 2017          | Outfit eliminado de la transmisión debido a la controversia causada por el público |
| Hungría        | Barbara Palvin    | 2012, 2018               | Primer desfile                                                                     |

### Actuación especial
| Artista       | Canción                | Notas             |
| ------------- | ---------------------- | ----------------- |
| Justin Bieber | As Long As You Love Me | Actuación en vivo |

### Segmento 4: PINK Ball
| Artista       | Canción           | Notas             |
| ------------- | ----------------- | ----------------- |
| Justin Bieber | Beauty and a Beat | Actuación en vivo |

| Nacionalidad   | Nombre                   | Desfiles        | Notas                                       |
| -------------- | ------------------------ | --------------- | ------------------------------------------- |
| Australia      | Jessica Hart             | 2012-2013       | Primer desfile/Portavoz de Pink (2011-2013) |
| Letonia        | Ieva Lagūna              | 2011-2012       |                                             |
| Suecia         | Elsa Hosk                | 2011-presente   | Portavoz de Pink (2011-2014)                |
| Suecia         | Dorothea Barth Jörgensen | 2009, 2012      |                                             |
| China          | Shu Pei                  | 2012            | Primer desfile                              |
| Reino Unido    | Cara Delevingne          | 2012-2013       | Primer desfile                              |
| Angola         | Sharam Diniz             | 2012-2015       | Primer desfile                              |
| Estados Unidos | Jacquelyn Jablonski      | 2010-2015       |                                             |
| Países Bajos   | Maud Welzen              | 2012, 2014-2015 | Primer desfile                              |
| Reino Unido    | Jourdan Dunn             | 2012-2014       | Primer desfile                              |

### Segmento 5: Silver Screen Angels
| Artista    | Canción     | Notas             |
| ---------- | ----------- | ----------------- |
| Bruno Mars | Young Girls | Actuación en vivo |

| Nacionalidad   | Nombre               | Desfiles                        | Notas            |
| -------------- | -------------------- | ------------------------------- | ---------------- |
| Estados Unidos | Lindsay Ellingson    | 2007-2014                       | Ángel oficial    |
| China          | Sui He               | 2011-presente                   |                  |
| Países Bajos   | Doutzen Kroes        | 2005-2006, 2008-2009, 2011-2014 | Ángel oficial    |
| Estados Unidos | Hilary Rhoda         | 2012-2013                       | Primer desfile   |
| Países Bajos   | Bregje Heinen        | 2011-2012, 2014                 |                  |
| Estados Unidos | Cameron Russell      | 2011-2012                       | Swarovski Outfit |
| Puerto Rico    | Joan Smalls          | 2011-2016                       |                  |
| Polonia        | Magdalena Frackowiak | 2010, 2012-2015                 |                  |
| Reino Unido    | Lily Donaldson       | 2010-2016                       |                  |
| Australia      | Miranda Kerr         | 2006-2009, 2011-2012            | Ángel oficial    |

### Segmento 6: Angels In Bloom
| Artista | Canción                 | Notas             |
| ------- | ----------------------- | ----------------- |
| Rihanna | [Phresh Out The Runway] | Actuación en vivo |

| Nacionalidad   | Nombre              | Desfiles                          | Notas                                                                             |
| -------------- | ------------------- | --------------------------------- | --------------------------------------------------------------------------------- |
| Sudáfrica      | Candice Swanepoel   | 2007-2005, 2017-presente          | Ángel oficial                                                                     |
| Australia      | Shanina Shaik       | 2011-2015, 2018                   |                                                                                   |
| Brasil         | Alessandra Ambrosio | 2000-2017                         | Ángel oficial Vistiendo el "Floral Fantasy Bra & Gift Set" (Valor: U$D 2,500,000) |
| Estados Unidos | Jasmine Tookes      | 2012-presente                     | Primer desfile                                                                    |
| Brasil         | Isabeli Fontana     | 2003, 2005, 2007-2010, 2012, 2014 |                                                                                   |
| Brasil         | Adriana Lima        | 1999-2008, 2010-2018              | Ángel oficial                                                                     |
| Estados Unidos | Lily Aldridge       | 2009-2017                         | Ángel oficial                                                                     |
| Estados Unidos | Karlie Kloss        | 2011-2014, 2017                   | Ángel oficial                                                                     |
| Namibia        | Behati Prinsloo     | 2007-2015                         | Ángel oficial                                                                     |
| Francia        | Constance Jablonski | 2010-2015                         |                                                                                   |
| Alemania       | Toni Garrn          | 2011-2013, 2018                   |                                                                                   |